# 何詔
何詔（1460年—1535年），字廷綸，號石湖，浙江紹興府山陰縣人，明朝政治人物。

## 生平
弘治二年（1489年）己酉科浙江鄉試第四十七名舉人，九年（1496年）丙辰科會試一百九十二名，二甲第四十八名進士。授南京工部都水司主事，十五年（1502年）丁父憂，服闋，十八年（1505年）起為工部營繕司主事，正德二年（1507年）升工部屯田司員外郎，升郎中，五年（1510年）出為永平府知府，七年（1512年）丁繼母憂，服闋，十年（1515年）起為永州府知府，十五年（1520年）升廣西布政使司右參政，嘉靖二年（1523年）升福建右布政使，四年（1525年）任都察院右副都御史、巡撫保定，六年（1527年）升工部左侍郎，八年（1529年）升南京工部尚書，十三年（1534年）十一月致仕，十四年（1535年）正月二十八日卒，享年七十六歲，贈太子少保。

## 家族
曾祖何克忠；祖父何政；父何昶，封工部主事。母沈氏；繼母董氏。具慶下。子何鎬、何鰲（刑部尚書）、何銓（華亭縣丞）、何鱀、何鮤。